# Sylvain Guérineau
Pour les articles homonymes, voir Guérineau.
Sylvain Guérineau (11 janvier 1756, Levroux - 7 février 1818, Châteauroux), est un homme politique français.

## Biographie
Il étudia le droit et exerça à Châteauroux la profession d'avocat. Administrateur du département de l'Indre pendant la Révolution, puis président du tribunal civil de Châteauroux.
Il fut, le 13 mai 1815, élu représentant de cet arrondissement à la Chambre des Cent-Jours, par 55 voix sur 63 votants ; il se montra partisan zélé du gouvernement royal et fut désigné, le 28 février 1816, comme président de la cour prévôtale de Châteauroux.